# 드라큐라의 딸
《드라큐라의 딸》(영어: Dracula's Daughter)은 미국에서 제작된 램버트 힐리어 감독의 1936년 흡혈귀 공포 영화이다. 1931년 영화 《드라큐라》의 속편이다. 오토 크루거 등이 출연하였다.

## 출연진
- 오토 크루거
- 글로리아 홀든
- 마거릿 처칠
- 어빙 피철
- 핼리웰 홉스
- 빌리 베번
- 헤다 호퍼
- 길버트 에머리
- 에드워드 밴슬론
- 에드거 노턴

## 기타 제작진
- 협력 제작: E.M. 애셔
- 각본 의견: 올리버 제프리스